# Přístav Veselí nad Moravou
Přístav Veselí nad Moravou je veřejný rekreační říční přístav na levém břehu Baťova kanálu, v říčním kilometru 17,585. Leží na západním okraji města Veselí nad Moravou v okrese Hodonín, přibližně 500 m západně od centra města, v těsné blízkosti veselského zámku a jeho parku, asi 500 metrů pod plavební komorou Veselí nad Moravou. Jeho provozovatelem je Ředitelství vodních cest ČR.
V blízkosti přístavu se na Baťově kanálu nachází také veřejné přístaviště u hvězdárny (na pravém břehu, v řkm 17,45) a neveřejné vývaziště (plovoucí zařízení; na levém břehu, v řkm 17,60–17,70).

## Historie
Přístav vznikl v rámci turistického rozvoje Baťova kanálu. Jeho stavba byla zahájena v květnu 1999, zprovozněn byl v květnu 2000; jednalo se o první rekreační přístav na obnoveném Baťově kanálu. Postavil jej nadační fond Agentura pro rozvoj turistiky na Baťově kanálu s finančním přispěním z fondu Credo Evropské unie. V rámci areálu vzniklo rovněž turistické informační centrum.
V důsledku rozšíření zájmu o rekreační plavby přestal ale přístav postupně kapacitně i infrastrukturně vyhovovat. Proto Ředitelství vodních cest ČR (ŘVC ČR) provedlo celkovou modernizaci a rozšíření přístavu, stavební práce byly zahájeny v lednu 2020. V rámci stavby došlo k rozšíření přístavního bazénu a navýšení počtu stání plavidel z 11 na 35. Do seznamu veřejných přístavů byl veselský přístav zapsán v prosinci 2020 (podle zákona o vnitrozemské plavbě nešlo do té doby o přístav) a pro lodní dopravu byl zprovozněn 29. května 2021. Stavba ale pokračovala ještě další dva roky, jeho provozní budova s infocentrem byla otevřena v květnu 2023. Celkové náklady na modernizaci a rozšíření přístavu dosáhly výše 98 milionů korun.
Ředitelství vodních cest ČR plánuje další rozšíření veselského přístavu na celkovou kapacitu 81 lodních stání, čímž by se stal největším rekreačním přístavem v Česku. Záměr je součástí projektu vybudovat v blízkosti přístavu mezi Baťovým kanálem a řekou Moravou nový průplav s lodním výtahem. V roce 2023 ŘVC ČR předpokládalo, že rozšiřování přístavu by mohlo začít na konci roku 2024.

## Popis
Přístav Veselí nad Moravou se nachází na levém břehu Baťova kanálu a má ochrannou funkci. Je bazénového typu a slouží pro krátkodobé a střednědobé stání 35 plavidel, z toho dvou osobních lodí o rozměrech 20 × 4,5 m a 33 malých plavidel. U vjezdu do přístavu stojí budova správce přístavu. V přístavním bazénu se nachází obratiště lodí o průměru 24 m, je zde také sjezdová rampa šířky 6 m pro spouštění malých plavidel, poblíž které se nachází provozní budova s infocentrem. V přístavu je zajištěn komplexní servis pro plavidla, zahrnující odběr elektrické energie a pitné vody u každého stání, v servisním centru je možné využít odčerpání fekálních a nádních vod, odběr komunálního odpadu a čerpací stanici pohonných hmot. V blízkém areálu jsou umístěny WC a sprchy pro posádky lodí a výlevka chemických WC.
V sezóně jsou z veselského přístavu konány pravidelné vyhlídkové plavby.